# Francisco Javier Bosch Marín
Francisco Javier Bosch Marín (Valencia, 1874 - Castellón de la Plana, 29 de agosto de 1936) fue un abogado y político valenciano. Militante de la Derecha Regional Valenciana (DRV) y miembro de la Asociación Católica Nacional de Propagandistas, fue concejal del Ayuntamiento de Valencia y diputado por Valencia en las elecciones generales de España de 1933 y 1936 dentro de las listas de la CEDA. Durante el bienio cedista fue subsecretario de Comunicaciones y Obras Públicas. 
Al comenzar la guerra civil española, tras fracasar en Valencia el levantamiento, intentó huir, siendo detenido y encerrado en el barco-prisión Isla de Menorca. El 29 de agosto de 1936 le desembarcaron en el puerto de Castellón de la Plana y fue asesinado junto a 55 presos más, entre ellos el periodista Carlos Lago Mas Llorens, el militar carlista José Gómez Aznar y los políticos José Pascual Viciano, Manuel Cosín Fabregat, Juan Mut Armengol y Manuel Breva Perales.